# Hürth (Treuchtlingen)

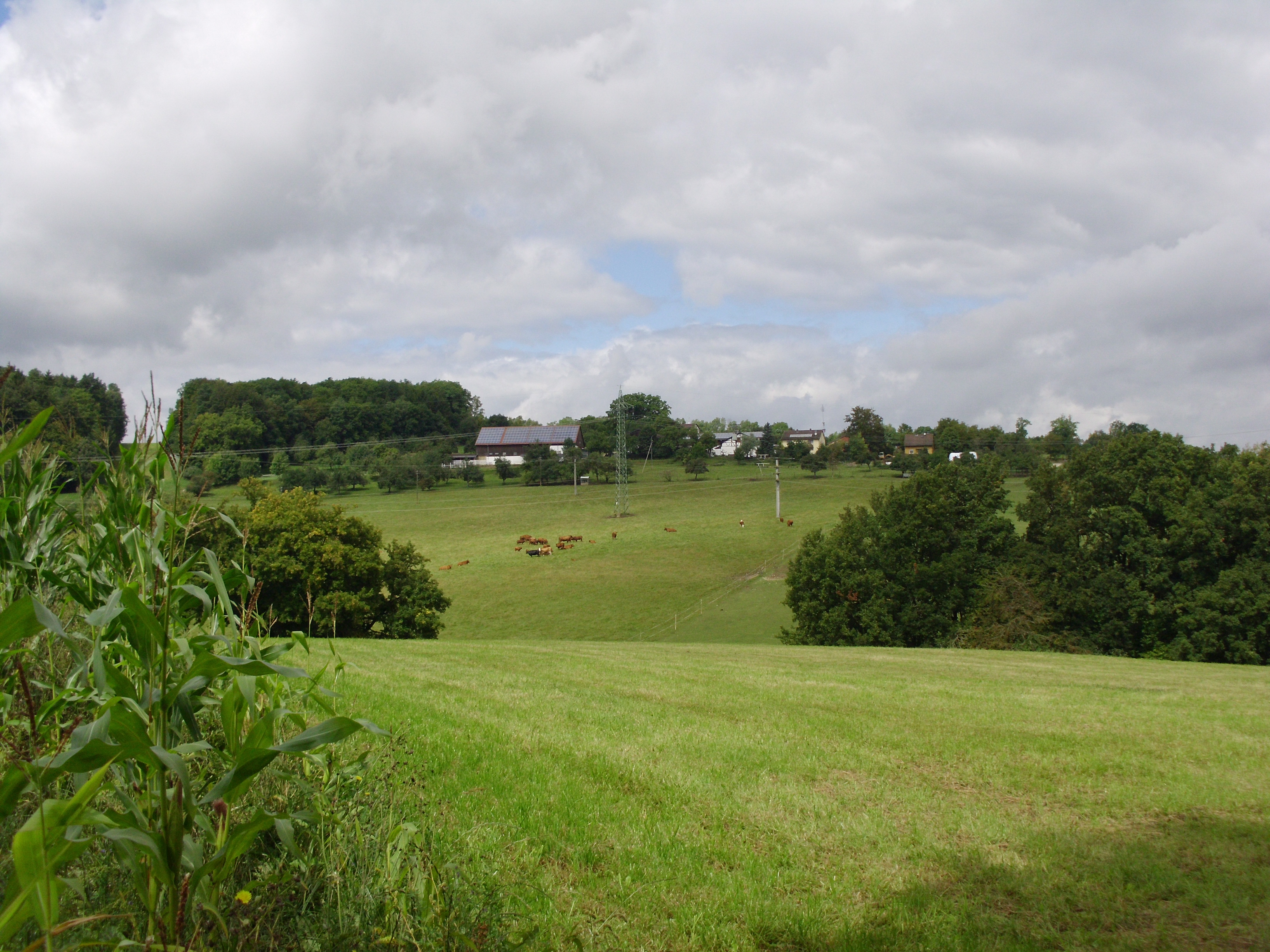
Das Gut Hürth

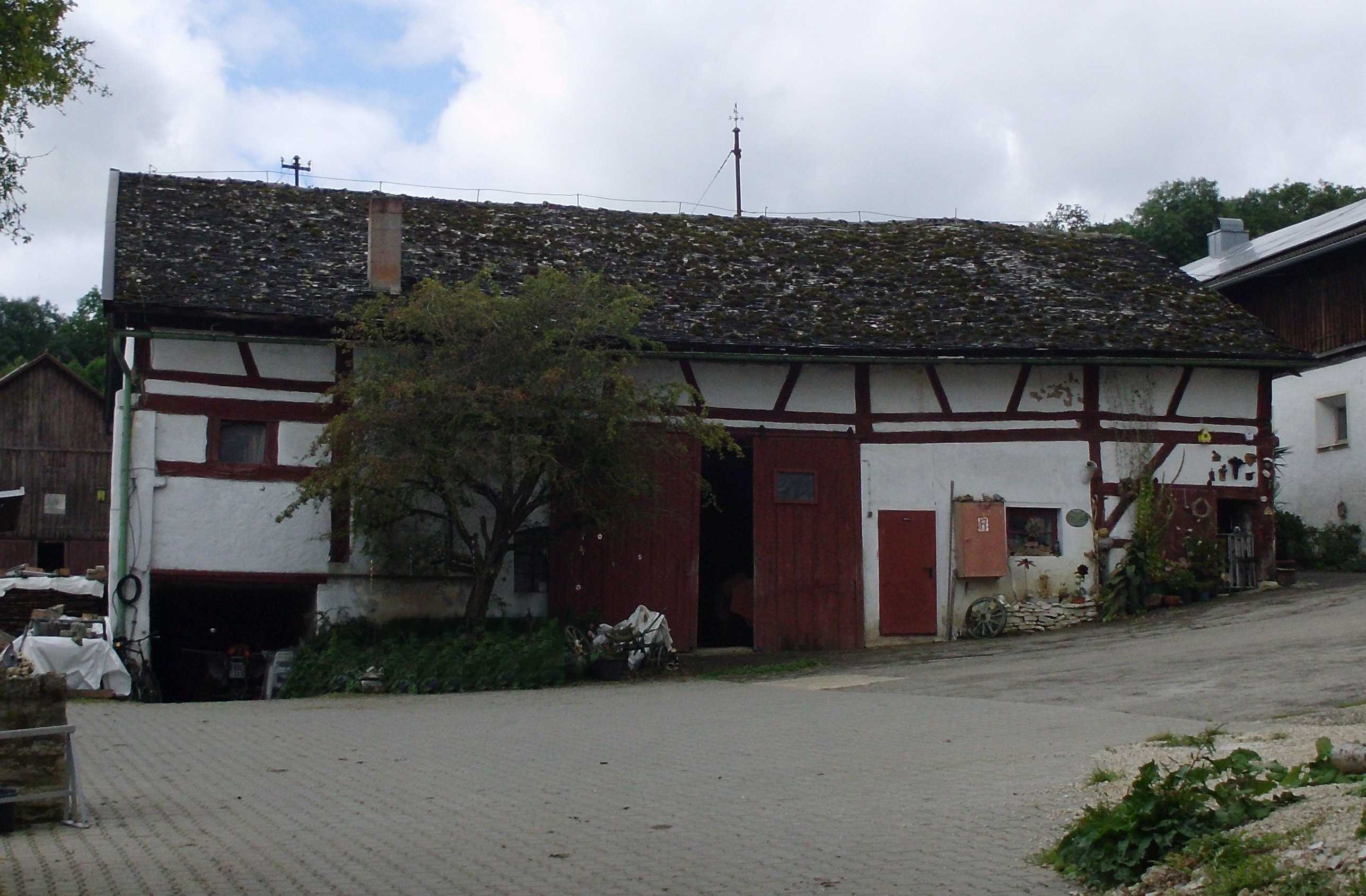
Jura-Stadel des Gutes Hürth

Hürth ist ein Gemeindeteil der Stadt Treuchtlingen im Landkreis Weißenburg-Gunzenhausen (Mittelfranken, Bayern). Hürth liegt in der Gemarkung Haag bei Treuchtlingen.

## Lage
Die Einöde Hürth liegt in der Südlichen Frankenalb südlich von Treuchtlingen und südöstlich von Neufang. Zu erreichen ist der Weiler über eine Gemeindeverbindungsstraße, die von der Bundesstraße 2 in westlicher Richtung abzweigt, und über Hürth nach Neufang und Haag bei Treuchtlingen führt.

## Ortsnamendeutung
Der Ortsname kommt wahrscheinlich vom mittelhochdeutschen Wort „hert“ = „Erdreich, Boden, steiniger Boden“ und wird daher gedeutet als „Siedlung auf steinigem Boden“.

## Geschichte
Der Weiler ist als „Herda“ erstmals 1214 im Pappenheimer Urbar erwähnt: Der Meierhof, dem St. Walburg in Eichstätt gehörend, unterstand mit der Vogtei der Herrschaft Pappenheim. Nach Pappenheim zinsten außerdem ein Hof, vier Gütlein und ein Lehen. Aus dem St. Walburger Klostersalbuch von 1300 erfährt man, dass die „Hulnerin“ und zwei Lehen zu „Herde“ dem Kloster abgabepflichtig sind. 1342 war „Härte“ gerichtsmäßig der Herrschaft Pappenheim untertan; 1361 vermachte der Marschall von Pappenheim Gült und Zins aus „Härdt“ seiner Ehefrau. Die Gerichtszugehörigkeit war wohl zwischen der Herrschaft Pappenheim und dem Kloster St. Walburg umstritten, denn 1407 wird sie dem Kloster zugesprochen. Laut Pappenheimer Salbuch von 1444 zinsten 1 Hof und 3 Lehen nach Pappenheim. Als Ortsname erscheint 1559 „Hördt“; daraus wurde schließlich die heutige Bezeichnung.
Am Ende des Heiligen Römischen Reiches bestand Hürth aus vier Anwesen (zwei Halbhöfe und zwei Halbselden), die der Herrschaft Pappenheim gehörten; auch die Fraisch hatte nach wie vor Pappenheim inne. Kirchlich gehörte Hürdt zur evangelischen Pfarrei Dietfurt.
Im neuen Königreich Bayern wurde Hürdt 1808 dem Steuerdistrikt Dietfurt zugeschlagen. 1818 wurde die Ruralgemeinde „Haag und Weiler“ gebildet, der auch Hürdt angehörte und die dem Herrschaftsgericht Pappenheim und dem Rentamt Weißenburg zugeordnet war; 1862 wurde das Bezirksamt Weißenburg gebildet, das 1939 zum Landkreis umgestaltet wurde. Im Zuge der Gebietsreform in Bayern ließ sich die Gemeinde Haag „bei Treuchtlingen“ (Namenszusatz seit 1927) am 1. Januar 1972 nach Treuchtlingen eingemeinden.
1984 ist Hürth als Gutshof ein landwirtschaftlicher Vollerwerbsbetrieb.

### Einwohnerzahlen
- 1818: 32 Einwohner in vier Anwesen[8]
- 1824: 35 Einwohner in vier Anwesen[8]
- 1840: 25 Einwohner (5 Familien), 4 Häuser, 1 Wirtshaus; zur Pfarrei und Schule Dietfurt gehörend.[12]
- 1861: 24 Einwohner (davon 2 Katholiken) in vier Anwesen[13]
- 1950: 29 Einwohner in vier Anwesen[8]
- 1961: 24 Einwohner in vier Wohngebäuden[14]
- 1987: 12 Einwohner[1]

## Bergmannshäuschen
Bei Hürth ist die Einöde „Bergmannshäuschen“ abgegangen; vom dortigen Acker zinste 1300 die „Hulnerin“ von „Herde“ dem Kloster St. Walburg. Der heutige Flurname „Birkenhaisleinsacker“ geht wohl auf „Bergmannshäusl“ zurück. In den Ruinen von „Birkemers Häuslein“ wurden 1841 römische Münzen gefunden. Der Sage nach soll hier ein Schatz verborgen sein, den eine weiß gekleidete Jungfrau als Gespenst, die „Schlüsseljungfrau“, unter Verschluss hält.